# Burmecke
Die Burmecke bei Siedlinghausen im nordrhein-westfälischen Hochsauerlandkreis ist ein etwa 2 km langer, östlicher und orografisch rechter Zufluss der Namenlose im Rothaargebirge.

## Verlauf
Die Burmecke entspringt und verläuft im Nordteil des Rothaargebirges und fließt gänzlich im Naturpark Sauerland-Rothaargebirge. Ihre Quelle liegt im bewaldeten Übergangsbereich zwischen der Nordhelle (792,2 m ü. NHN) und ihrem Nordostausläufer Eschenberg (726 m) mit dem jenseits bzw. östlich des Berggipfels gelegenen Skigebiet Eschenberg auf etwa 693 m Höhe.
Kurz nach ihrer in der Gemarkung des Dorfs Niedersfeld (nördlicher Stadtteil von Winterberg) gelegenen Quelle tritt die Burmecke in die Gemarkung des Dorfs Siedlinghausen (nordwestlicher Winterberger Stadtteil) ein. Sie fließt zwischen der Nordhelle mit ihrem Ausläufer Silberberg (747,5 m) im Süden und dem Hohen Hagen (729 m) mit seinem Ausläufer Iberg (703,7 m) im Norden fast ausschließlich nach Westen. Dann verlässt die Burmecke nach etwa 900 m Fließstrecke den Wald, wobei sie dort der Europäische Fernwanderweg E1 überbrückt. Dann verläuft der Bach, von Bäumen und Buschwerk gesäumt, durch das zu Siedlinghausen gehörende Gewerbegebiet Burmecke, um direkt nach dessen Durchfließen die Landesstraße 740 (Silbach–Siedlinghausen) zu unterqueren.
Etwa 200 Bachmeter unterhalb der Straßenbrücke mündet die Burmecke zwischen den Dörfern Silbach (nordwestlicher Winterberger Stadtteil) im Süden und Siedlinghausen im Norden auf rund 504 m Höhe in den dort von Süden kommenden Neger-Zufluss Namenlose.
Die Burmecke überwindet in ihrem Verlauf etwa 189 m Höhenunterschied, was bei etwa 2 km Fließstrecke einem mittleren Sohlgefälle von 9,45 % entspricht.

## Naturräumliche Zuordnung und Landschaftsschutz
Die Burmecke fließt in der naturräumlichen Haupteinheitengruppe Süderbergland (Nr. 33), in der Haupteinheit Rothaargebirge (mit Hochsauerland) (333) und in der Untereinheit Winterberger Hochland (333.5) im Naturraum Nordheller Höhen (333.57).
Ihre oberen knapp 650 Bachmeter liegen im Landschaftsschutzgebiet Winterberg (CDDA-Nr. 378617; 2005; 87,7991 km²).